# Шестова, Ксения Ивановна
И́нокиня Ма́рфа (великая старица Марфа; в миру Ксе́ния Иоа́нновна Романова, до брака Шесто́ва; ум. 26 января (5 февраля) 1631, Москва) — мать царя Михаила Федоровича, супруга Фёдора Никитича Романова (патриарха Филарета), именовавшаяся в грамотах своего сына «великая государыня».

## Биография
Ксения Шестова происходила из костромских дворян. Предположительно, дочь Ивана Васильевича Шестова, избранного в «тысячу» Ивана Грозного. В родословных сказках Шестовы наряду с Морозовыми и Салтыковыми показаны потомками некого Миши Прушанина. Ксения была выдана замуж за Фёдора Романова около 1585 года. Существует альтернативная (не признанная учёными) версия происхождения Ксении Ивановны из рода ярославских князей Шастуновых, впервые высказанная любителем генеалогических изысканий П. Н. Петровым.
Известно, что существовала икона св. царевича Дмитрия, «заказанная бабкой будущего царя Михаила Фёдоровича Романова, Марией Шестовой, которая была пострижена, по указу Бориса Годунова, в Чебоксарский Никольский девичий монастырь, где вскоре и умерла».

### При Годунове
При Борисе Годунове вместе с мужем была насильно пострижена в монашество. В 1601 году сослана в Заонежье, в село Толвуя на берегу Онежского озера и разлучена с детьми — Михаилом и Татьяной (единственные выжившие из её шести детей). Детей взяла к себе тётка, Марфа Никитична Черкасская. Тайком она увезла их из Белозерского края в село Клин Юрьевского уезда, старинную вотчину Романовых.

По преданию, «…уединенный терем узницы был построен нарочно и был он очень тесен». Стоял «… в близком расстоянии от церкви, с северной стороны, рядом стояла караульня московских приставов, всё было окружено забором».

Филарет был сослан в Сийский монастырь на Русском Севере.

Посланный с Филаретом в Сийский монастырь пристав Воейков был свидетелем, как сильно тосковал по жене и детям Филарет Никитич: Жена моя бедная, наудачу уже жива ли? — говорил несчастный. — Где она? Чаю, где-нибудь туда её замчали, что й слух не зайдет. То мне и лихо, что жена и дети: как помянешь их, так словно кто рогатиною в сердце кольнет!
Известно, что находившаяся в заточении инокиня Марфа получала сведения о судьбе Филарета Никитича. Их «проведывал» толвуйский священник Ермолай Герасимов. За это священник и его потомки получили щедрые пожалования после восшествия на престол Михаила Фёдоровича Романова.

### Смутное время
В 1606 году по приказу нового царя Лжедмитрия I, который старался демонстрировать своё родство со старой знатью, Романовы были освобождены. Инокиня Марфа воссоединилась с сыном. Дочь Татьяна (умерла либо 21 июля 1611 года, либо 4 ноября 1612 года) вышла замуж за князя Ивана Михайловича Катырева-Ростовского.
Годы 1606—1608 Марфа прожила, вероятно, в Ростове, куда Филарет был поставлен в митрополиты. В 1608 году Филарет был схвачен тушинцами и отвезен в их «столицу», а в начале 1610 года он попал в Москву. Сюда же переселилась, неизвестно когда, и Марфа с сыном.
Они находились в Москве до 1612 года, после чего смогли её покинуть. Отпущенная поляками Марфа выехала в свою приданную вотчину, село Домнино (Костромской губернии), откуда ездила по ближайшим монастырям, молясь о пленном муже. По другим сведениям, с того года Марфа жила с сыном в костромском Ипатьевском монастыре. Когда послы земского собора просили Михаила на царство, она отказывала, ссылаясь на его юность, но в 1613 году он все-таки был избран.
Мать благословила сына на царство Феодоровской иконой Божией Матери, и с этого момента икона стала одной из святынь дома Романовых.
В предании об иконе есть такое высказывание, приписываемое Марфе:

ст.‑слав. Се, Тебе, о Богомати Пречистая Богородица, в Твои Пречистеи руце, Владычице, чадо своё предаю, и якоже хощеши, устроиши ему полезная и всему православному христианству.

### Великая государыня инокиня Марфа Ивановна
После избрания Михаила русским царём прибыла в Москву и стала оказывать на него сильное влияние. Это влияние было больше келейным, Великая государыня практически не выступала в роли соправительницы сына, но она ярко оказывала влияние на состав правящей среды при царе Михаиле, в которую ввела своего племянника Б. М. Салтыкова, другого родственника Михалкова и прочих. Её прямое вмешательство известно в отношении дела архимандрита Троице-Сергиева монастыря Дионисия по поводу его книжных исправлений, сочтённых ересью. Дионисий был допрошен в её покоях в Вознесенском монастыре, и Марфа изъявила согласие на его суровое наказание.
С воцарением Михаила она поселилась в деревянных хоромах вдовы царя Василия Шуйского и способствовала улучшению участи его вдовы Марии, насильно постриженной в монахини, которая в бытность царицей помогала семье Филарета.
Её власть пошла на убыль, когда Филарет в 1619 году вернулся из плена. Салтыковы были сосланы. Позже упоминается только по делу царской невесты Марии Хлоповой, которая ей была почему-то неприятна.
Погребена она в усыпальнице Романовых — в Новоспасском монастыре.

## Дети
1. Татьяна (ум. 4 ноября 1612) — супруга князя Ивана Михайловича Катырева-Ростовского;
2. Борис (ум. 20 ноября 1592 в младенчестве);
3. Никита (ум. 29 ноября 1593 в младенчестве);
4. Михаил (1596—1645);
5. Лев (ум. 22 сентября 1597 в младенчестве);
6. Иван (ум. 7 июня 1599 в младенчестве).

## В культуре

### Поэзия
- Глинка Ф. Н. Карелия, или Заточение Марфы Иоанновны Романовой: описательное стихотворение: в 4 частях. — М.: В Тип. М. П. Погодина, 1872. — 105 с.

### Кино
- 1913 — «Воцарение дома Романовых» (исполнительница роли — Лидия Тридентская)
- 1913 — «Трёхсотлетие царствования дома Романовых» (исполнительница роли — Лидия Сычёва)
- 2018 — «Годунов» (исполнительница роли — Мария Андреева)

## Факты
- Под именем инокиня Марфа также была насильно пострижена Мария Нагая, мать царевича Дмитрия.
- У потомков Ключаревых (священника Ермолая Герасимова-Ключарева) в 1910 году члены этнографической экспедиции купили два старинных портрета: царя Михаила Федоровича и инокини Марфы Ивановны, изображённой ещё молодой, но уже в монашеском одеянии. Этот портрет был опубликован в книге Н. С. Шайжина «Заонежская заточница», вышедшей в Петрозаводске в 1912 году. Купленные у Ключаревых портреты были переданы в этнографический музей. Сохранились ли вышеупомянутые реликвии до наших дней, неизвестно. Возможно, какие-то из них были переданы в Краеведческий музей и находятся в его запасниках[8].